# Cẩm Vân

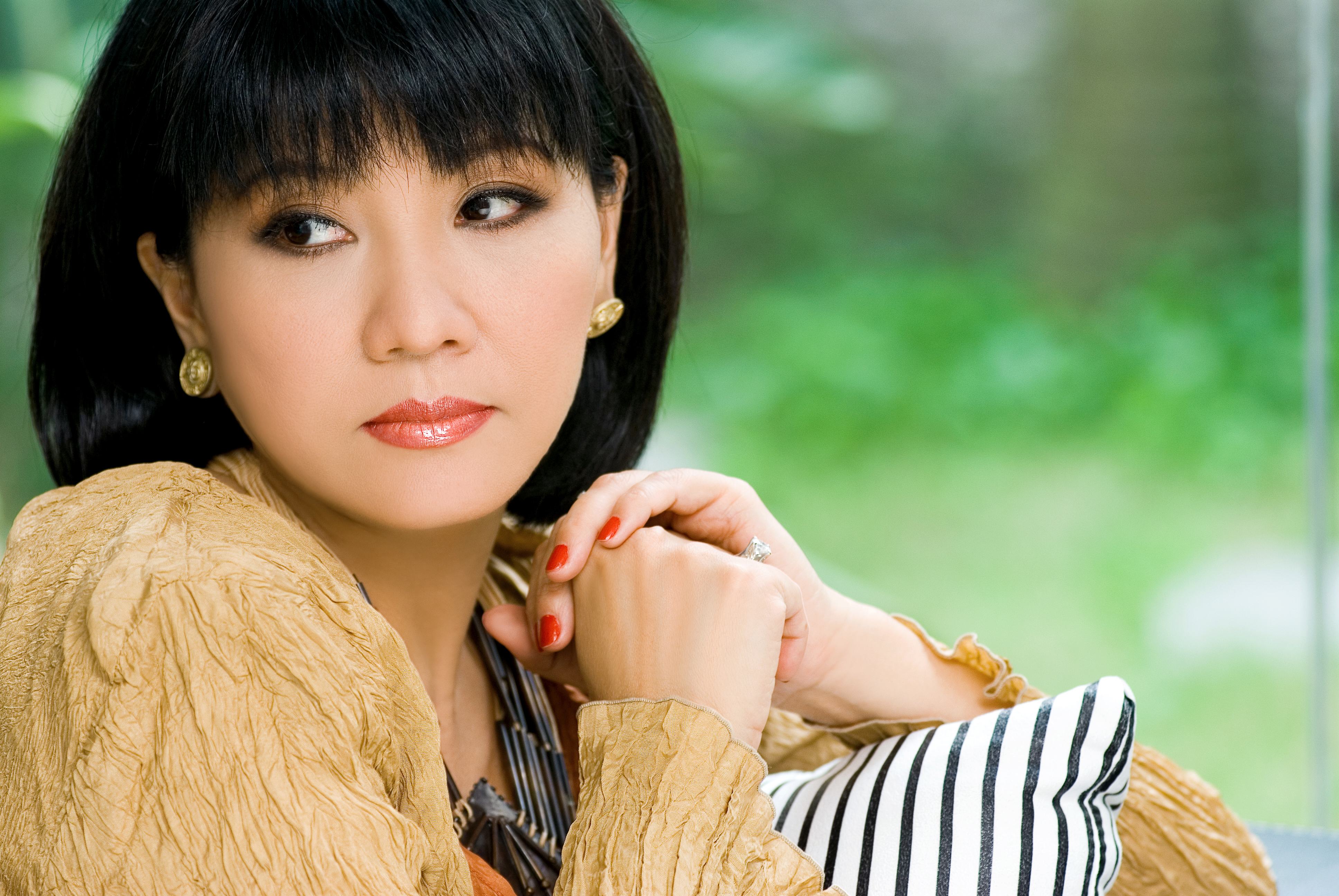
Cẩm Vân

Cẩm Vân (echte naam: Hoàng Cẩm Vân) is een Vietnamese zangeres. Ze werd geboren op 31 mei 1959 in Quận 1 (Financieel District Saigon), Ho Chi Minhstad (wat toen nog Saigon heette). Ze zingt allerlei soorten liedjes, zoals lyrische liederen, traditionele muziek en de liedjes van de Vietnamese componist Trịnh Công Sơn.
Cẩm Vân is nog steeds de grootste vleugel van de volgende generatie jonge zangeressen na 1975 (het jaar van de hereniging van Vietnam). Ze is getrouwd met Khắc Triệu, een drummer/zanger.
Cẩm Vân is het meest bekend om haar liedjes Bài ca không quên, Hà Nội mùa vắng cơn mưa en Sóng về đâu.

## Prijzen
Een van de kenmerken in de carrière van zanger Cẩm Vân, was dat ze verscheidene festivals bezocht en meedeed met die concerten/festivals. Vaak kreeg ze dan een prijs, zoals medailles.
Hieronder staan haar behaalde prijzen.
- 1983 - Een gouden medaille voor nationaal solo-professionalmuziekfestival met het lied Bài ca không quên van de componist Phạm Minh Tuấn
- 1985 - Een gouden medaille voor nationaal solo-professionalmuziekfestival met het lied Huyền thoại mẹ van de componist Trịnh Công Sơn
- 1986 - Een gouden medaille voor internationale solo-professionalconcurrentie in Dresden (Duitsland) met het lied Vi sao em chết?
- 1987/1988 - Een gouden medaille voor nationaal solo-professionalmuziekfestival met de twee liedjes Em ơi Hà Nội phố en Khi yêu ai nỡ hững hờ
- 1989 - Gouden medaille voor lichte muziek-festival in Pyongyang, Noord-Korea
- 1994/1996/1997 - Gouden Ochna-prijs gekregen van de krant
- 2002 - Ze werd verkozen tot beste zangeres in traditionele Vietnamese muziek in een poll.